# Kevelham
De havezate Kevelham stond in de Nederlandse buurtschap Kerspel Goor, provincie Overijssel. De havezate is rond 1820 afgebroken. De boerderijen Groot en Klein Kevelham uit begin 19e eeuw zijn wel behouden gebleven.

## Geschiedenis
De oudste vermelding van de naam Kevelham dateert uit 1374, toen in een document werd gesproken van ene Albert van den Kevelhamme. Rond 1380 werd Wolter Weldam beleend met Kevelham, dat een zogeheten borgleen was van de bisschop van Utrecht. In 1392 was Willem Splinter met Kevelham beleend. 

### Stamhuis familie Van Beckum
In 1384 volgde Herman van Beckum als leenman. Kevelham werd het stamhuis van de familie Van Beckum, die zich in Twente ontwikkelde tot een aanzienlijk adellijk geslacht. Hermans zoon Johan I van Beckum volgde hem in 1433 op. Johan verkreeg in 1457 ook de bezittingen van zijn oom, waaronder een boerenerf dat later zou uitgroeien tot de havezate Nijenhuis. Johans zoon Herman van Beckum erfde vervolgens alle bezittingen en werd in 1489 door de bisschop beleend met Kevelham. Herman verbouwde Nijenhuis tot een adellijk huis en gaf Kevelham in bruikleen aan zijn broer Johan. 
In 1510 vielen Gelderse troepen het gebied binnen. Hierbij werd Herman doodgeslagen, waarna zijn broer Johan (†1526) hem opvolgde in al zijn bezittingen. Johan was twee maal getrouwd. Uit het eerste huwelijk kreeg hij twee kinderen: Johan en Maria. Uit een tweede huwelijk volgde nog Adriana. 

### Wederdopers
Toen vader Johan in 1526 sneuvelde in de strijd bij Diepenheim, werd zijn zoon Johan III van Beckum beleend met Kevelham terwijl dochter Maria het vruchtgebruik van Kevelham kreeg. Johan III maakte carrière in het leger van hertog Karel van Gelre en verbleef daardoor enige tijd in Oost-Friesland, waar hij Ursula von Werdum ontmoette, met wie hij in 1538 trouwde. 
Maria woonde op Kevelham en zowel Maria als Ursula waren aanhangers van de wederdoper David Jorisz. Toen in 1544 landvoogdes Maria van Oostenrijk het bevel gaf alle wederdopers op te pakken en te berechten, werden Ursula en Maria gearresteerd door de Twentse drost Gosen van Raesfelt. Hij liet hen vervolgens voor verhoor naar Deventer brengen. Zij weigerden echter hun geloof af te zweren. Vervolgens werden ze gevangengezet op kasteel Twickel, dat in eigendom was van Gosen van Raesfelt. Uiteindelijk voerde hij het vonnis uit en op 13 november 1544 werden de twee vrouwen in Delden op de brandstapel omgebracht. Hun bezittingen werden verbeurd verklaard. 
Onder de in beslag genomen goederen was ook het huis Kevelham, dat nu aan Gosen van Raesfelt werd toegewezen. Desondanks werd Johan III van Beckum in 1556 nog beleend met Kevelham, overigens samen met Van Raesfelt. Johan droeg een jaar later zijn rechten over aan zijn halfzus Adriana, die Kevelham en Nijenhuis op haar beurt naliet aan haar dochter Swane Swaefken. Johan overleed in 1557, Adriana in 1582. 

### Verwoesting en herbouw
Swane Swaefken (†1628) was in 1574 getrouwd met Roelof van Hoevel, eigenaar van het huis Hoevel. In 1580 koos de stad Deventer de zijde van de Opstand, waarna Roelof de documenten over Kevelham boven water wist te krijgen uit de inboedel van de zojuist overleden Gosen van Raesfelt. Hierdoor kon hij Kevelham daadwerkelijk in eigendom nemen. De havezate had echter schade opgelopen door de oorlog en werd in 1582 ook nog eens in beslag genomen. Zijn huis Hoevel werd in brand gestoken, waarop Swane en Roelof uitweken naar Borculo. 
Uiteindelijk werd Kevelham weer herbouwd. Het echtpaar vestigde zich op Nijenhuis, terwijl Keveldam fungeerde als een soort herenkamer voor Roelof wanneer hij als borgman in Goor verplichtingen had. 

### Borgman
Gerhard van Hoevel, zoon van Swane en Roelof, erfde in 1628 Nijenhuis en Kerveldam. Dankzij dit laatste bezit was hij ook borgman van Goor, alhoewel de andere borgmannen dat betwistten: volgens hen was Keveldam geen echte havezate en was het borgmanschap verbonden aan Westerflier. De Twentse drost gaf Gerhard gelijk, maar voor de zekerheid verlegde Gerhard het borgmanschap toch maar naar de havezate Nijenhuis. 

### Opsplitsing
In 1647 overleed Gerhard van Hoevel, waarna zoon Roelof hem opvolgde. Kevelham was vermoedelijk reeds opgesplitst, want toen Roelof in 1658 werd beleend ging het om Groot en Klein Kevelham. Hij huwde Elsabe Christina Bentinck. Roelof stierf in 1678. Drie jaar later werd zijn weduwe met Kevelham beleend, aangezien hun zoon Gerrit Willem nog minderjarig was. Zij verkocht Kevelham echter direct aan Unico Ripperda tot Weldam, die het vervolgens verhuurde. Na het overlijden van Unico in 1709 kwam Keveldam aan zijn neef Maurits Carel George Ripperda tot Vorden. 

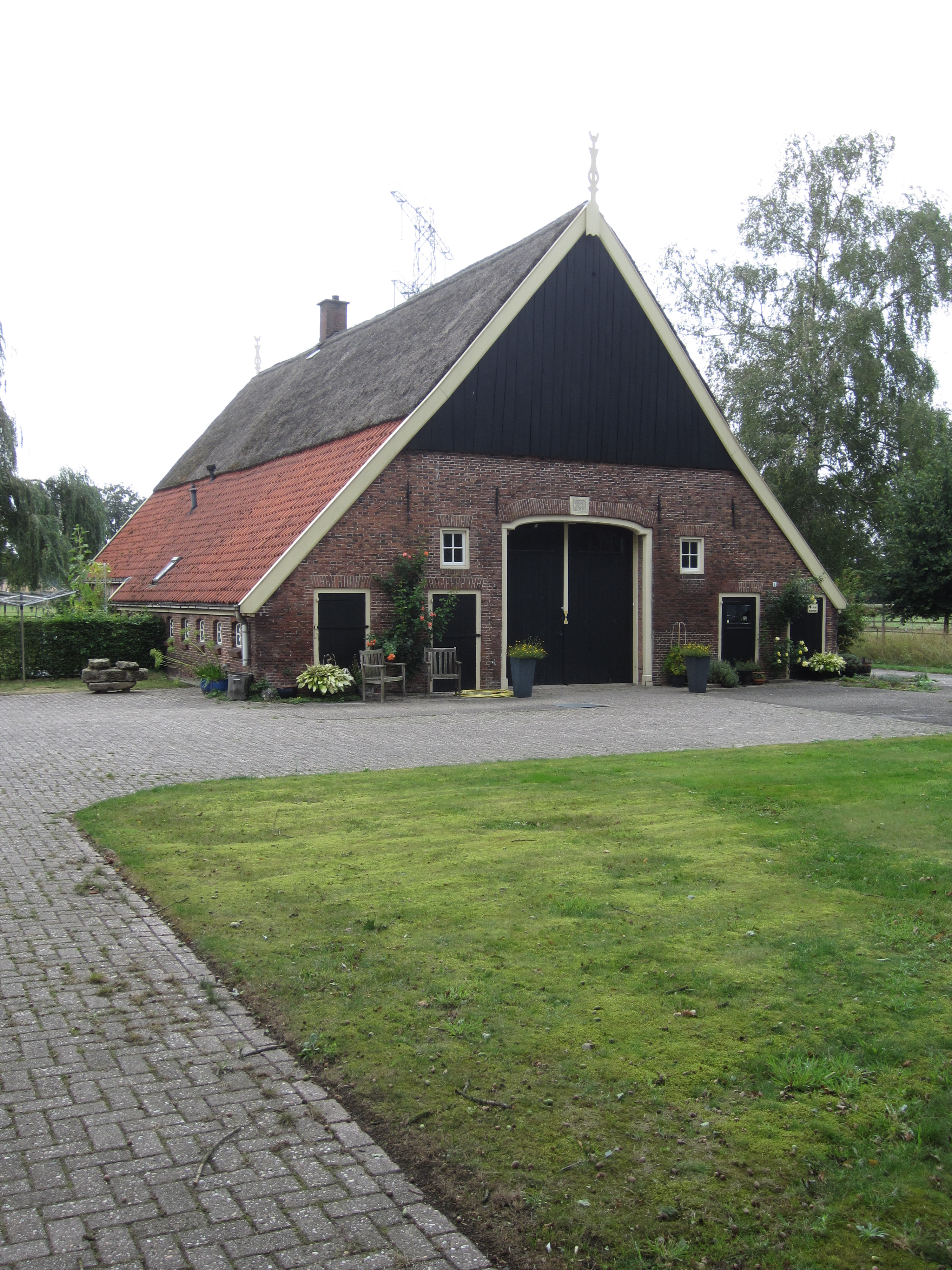
Achtergevel van Groot Kevelham

### Brand en herbouw
In 1730 brandde Kevelham af. Maurits Ripperda liet het huis in 1734 herbouwen, maar dan in de vorm van een eenvoudige spieker of herenkamer. De oude bijnaam Hooge Huys bleef overigens in gebruik, dus deze spieker was waarschijnlijk een torenachtig bouwwerk. 

### Afbraak
Uiteindelijk is de havezate Kevelham in 1820 afgebroken. De naastgelegen boerderij Groot Kevelham stamt uit 1815, terwijl Klein Kevelham in 1822 is gebouwd. Beide erven werden onderdeel van het goed Weldam, waarvan rentmeester de twee erven verpachtte.

## Beschrijving
Het oorspronkelijke huis Kevelham was in 1582 verwoest. De herbouw vond eind 16e eeuw plaats en rond 1625 werd het huis nog verbeterd. Het huis zal echter een geringe omvang hebben gehad, aangezien de eigenaar in 1642 verzocht om vermindering van het haardstedengeld: de enige schoorsteen van het huis was namelijk niet gebruikt wegens leegstand. Na de brand van 1730 is Keveldam als spieker of herenkamer herbouwd. In 1815 werd op het kasteelterrein de hoeve Groot Kevelham gebouwd, terwijl de havezate rond 1820 is afgebroken. De hoeve is een rijksmonument.
De exacte locatie van de havezate is niet bekend, maar het gebouw zal tussen de twee hoeves in hebben gestaan.
Alhoewel Kevelham als havezate toegang bood tot het lidmaatschap van de Ridderschap van Overijssel, is hier door de eigenaren nooit gebruik van gemaakt.
Den Aalshorst · Den Alerdinck · Huis Almelo · Arkelstein · Averbergen · Azoelen · Backenhagen · Bellinckhof · Den Berg · Huis Bergentheim · Beugelskamp · Beverfeurde · Blankena · Hof te Boekelo · Borgbeuningen · Havezate Boskamp · Boxbergen · Havezate Brecklenkamp · Bredenhorst · Buckhorst · Campherbeek · Colckhof · Den Dam · Huis Diepenheim · Dingshof · Dubbelink · Kasteel Eerde · Egede · Havezate Elsen · Everlo · Landgoed Frieswijk · Glinthuis · Huis Gramsbergen · Grimberg · Grotenhuis · De Haere · Haerst · Hagmeule · Slot Hardenberg · Huis Heeckeren · Huis Hengelo · Herxen · Hofstede · Hogenhof · Hondeborg · Katenhorst · Kevelham · Kranenburg · De Kuile · Het Laar · Leemcule · Luttenberg · Mataram · Mennigjeshave · Nijenhuis (Diepenheim) · Nijenhuis (Olst-Wijhe) · Oldemeule · Olidam · Oosterhof · Huis te Ootmarsum · Den Ordel · Pekkedam · Pothof · Rande · Kasteel Rechteren · Het Reelaer · Rhaan · Rutenberg · Huis Saasveld · Havezate Schoonheten · Havezate Schuilenburg · Singraven · Stoevelaar · Kasteel Toutenburg · Twickel · Vechterweerd · Venebrugge · Kasteel Voorst · Warmelo · Wegdam · Weldam · Weleveld · Huis Werkeren · Westerflier · Wittenstein · Zuthem
Huis Almelo · Backenhagen · Bellinckhof · Beugelskamp · Beverfeurde · Hof te Boekelo · Borgbeuningen · Brecklenkamp · Huis Diepenheim · Dubbelink · Eeshof · Elsen · Everlo · Eversberg · Grimberg · Grotenhuis · Hagmeule · Heeckeren · Huis Hengelo · Herinckhave · Hoikink · Kevelham · Nijenhuis · Noorddeurningen · Oldemeule · Oldenhof · Olidam · Oosterhof · Huis te Ootmarsum · Pekkedam · Huis Saasveld · Scherpenzeel · Singraven · Stoevelaar · Twickel · Warmelo · Weemselo · Wegdam · Weldam · Weleveld · Westerflier · Woeste